# Observatoire national d'Athènes
L’Observatoire national d'Athènes (en grec moderne : Εθνικό Αστεροσκοπείο Αθηνών) est un observatoire astronomique situé à Athènes, fondé en 1842 et ouvert en 1847. 
Situé sur un des sommets de la colline des Nymphes (el), il donne son nom au quartier d’Asteroskopío.

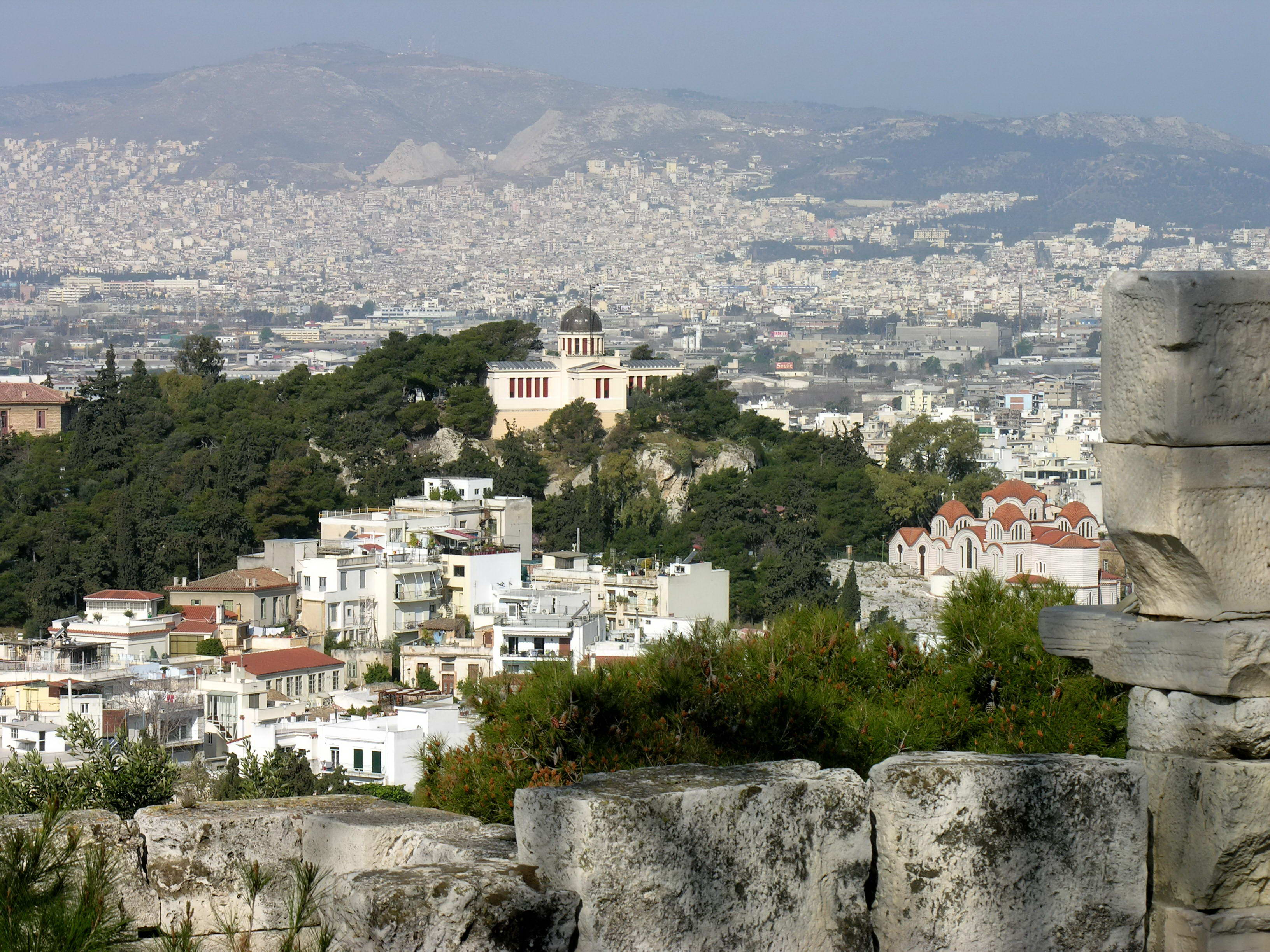
L’observatoire photographié depuis l’Acropole.

## Histoire
L'astronome et plus tard directeur de l'observatoire Georg Constantin Bouris (de) a participé à l'élaboration des plans du bâtiment, après s'être assuré du financement par Georg Simon von Sina. Theophil Hansen a été chargé de la conception architecturale, il s'agit de la première œuvre de l'architecte danois de renommée mondiale. Après que Bouris est tombé gravement malade et que le poste n'a été que temporairement occupé par Ioánnis Papadákis, le poste a été réattribué. En 1858, Johann Friedrich Julius Schmidt est nommé directeur. Il est resté à Athènes pour le reste de sa vie après sa retraite. Il a effectué plus de 70 000 observations d'étoiles variables à l'observatoire, étudié des comètes et des météores et découvert deux supernovae. Schmidt a initié les Publications de l'Observatoire d'Athènes.
Après épuisement des fonds de la donation Sina, l'observatoire est devenu la propriété de l'État. En 1890, l'observatoire a été organisé en centre de recherche d'État et les départements de météorologie et de sismologie ont été agrandis. Ceux-ci ont été renommés instituts en 1942 et élargis pour inclure un institut de recherche ionosphérique en 1950.

## Instituts

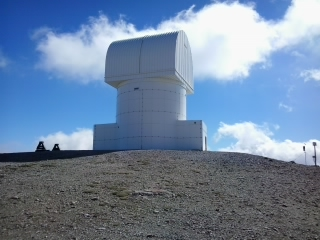
Le télescope Aristarque dans le massif du Chelmós.

Depuis 1999, les instituts suivants ont été regroupés :
- Institut d'astronomie et d'astrophysique
  - Observatoire du Chelmós (Αστεροσκοπείο Χελμού), abrite le télescope réflecteur de 2,3 mètres Aristarchos, du nom d'Aristarchos de Samos. Il est situé à 130 km à l'ouest d'Athènes, près de la ville de Kalávryta à 2 340 m de hauteur.
  - Observatoire de Kryonéri, sur le mont Cyllène à 930 m de hauteur, abrite un télescope réflecteur de 1,2 mètre.
- Institut pour la recherche environnementale et le développement durable
- Institut de géodynamique
- Institut des applications spatiales et de la télédétection